# Chapelle-d'Huin
Chapelle-d'Huin é uma comuna francesa na região administrativa de Borgonha-Franco-Condado, no departamento de Doubs. Estende-se por uma área de 23,71 km². Em 2010 a comuna tinha 530 habitantes (densidade: 22,4 hab./km²).